# El Charco de la Puerta
El Charco de la Puerta är en ort i Mexiko.   Den ligger i kommunen Ometepec och delstaten Guerrero, i den sydöstra delen av landet, 300 km söder om huvudstaden Mexico City. El Charco de la Puerta ligger 35 meter över havet och antalet invånare är 371.
Terrängen runt El Charco de la Puerta är kuperad åt nordost, men åt sydväst är den platt. Runt El Charco de la Puerta är det glesbefolkat, med 10 invånare per kvadratkilometer. Närmaste större samhälle är Ometepec, 9,5 km norr om El Charco de la Puerta. Omgivningarna runt El Charco de la Puerta är en mosaik av jordbruksmark och naturlig växtlighet.